# Jack russell terrier
För andra betydelser, se Jack russell terrier (olika betydelser).
Jack russell terrier är en hundras med ursprung i England men med Australien som officiellt hemland. Den är en terrier och grythund. Jack Russell terrier har gemensamt ursprung med parson russell terrier men är till skillnad från denna kortbent. Under 2000-talet har jack russell terriern blivit en av de populäraste hundraserna i flera länder. I Sverige var den år 2010 placerad på tolfteplats.

## Historia

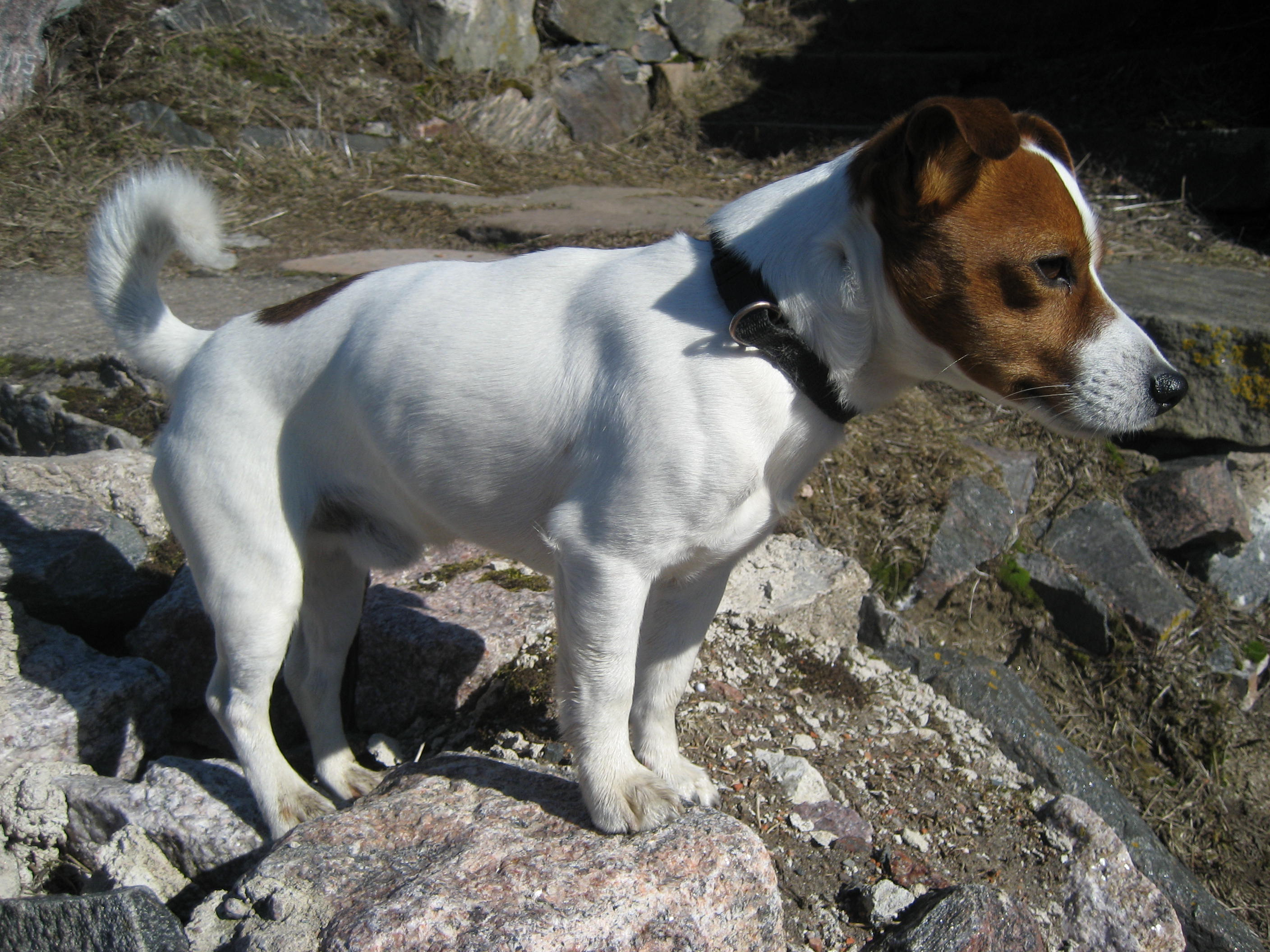
Jack russell terrier

Aveln påbörjades av kyrkoherden John (Jack) Russell (1795-1883) som 1873 var med och startade den brittiska kennelklubben the Kennel Club. Han köpte sin första terrier 1819 och ville bevara och utveckla en grythund som även skulle klara att följa en ryttare till häst. Russell utgick från föregångare till dagens foxterrier och manchesterterrier. Han betonade bruksegenskaperna framför utseendet.
1904 skrevs en rasstandard och 1914 bildades en rasklubb. 1974 skedde en brytning i England då The Jack Russell Terrier Club bildades. Dessa vill följa den ursprungliga standarden som godkänner en större exteriör variation och inte delar in rasen i högbenta (parson russell) och lågbenta (jack russell) varianter, utan fortsätter sätta bruksegenskaperna framför alla exteriöra krav. Denna klubb har en systerorganisation i Sverige, JRTC of Sweden, som registrerar jack russell-terrier som inte registreras av Svenska Kennelklubben (SKK).
Rasen räknas som australisk, dit den importerats 1965, då där bildades en rasklubb 1972 och som lyckades få rasen nationellt erkänd av the Australian National Kennel Council 1991, följt av Fédération Cynologique Internationale (FCI) 2001. Då hade rasen redan internationell spridning, i Sverige var stamboken öppen för individer utan registrerade föräldrar till 2006. Till skillnad från parson russell terrier är inte jack russell terrier godkänd av the Kennel Club i Storbritannien eller American Kennel Club i USA.

## Egenskaper
Jack russell terrier är en alert, aktiv och intelligent hund med stor personlighet. Den är trots storleken inte en "knähund", utan en självständig och aktiv hund som har en traditionell terriers hela hårdhet i både kropp och psyke. Hunden behöver mycket fysisk aktivitet och intellektuell stimulans för att må bra. 
Rasen används fortfarande ofta som grythund, men även som jakthund för andra uppgifter, till exempel för spårning. Jack russelln är också vanlig som sällskapshund till exempel hos hästintresserade människor. Eftersom hunden är så självständig kan den röra sig fritt i stall och springa bredvid hästen vid ritt. Jack russell terriern har dessutom en naturlig instinkt och skicklighet att jaga och döda mindre gnagare, vilket kan göra den särskilt lämplig som stallhund.

## Utseende

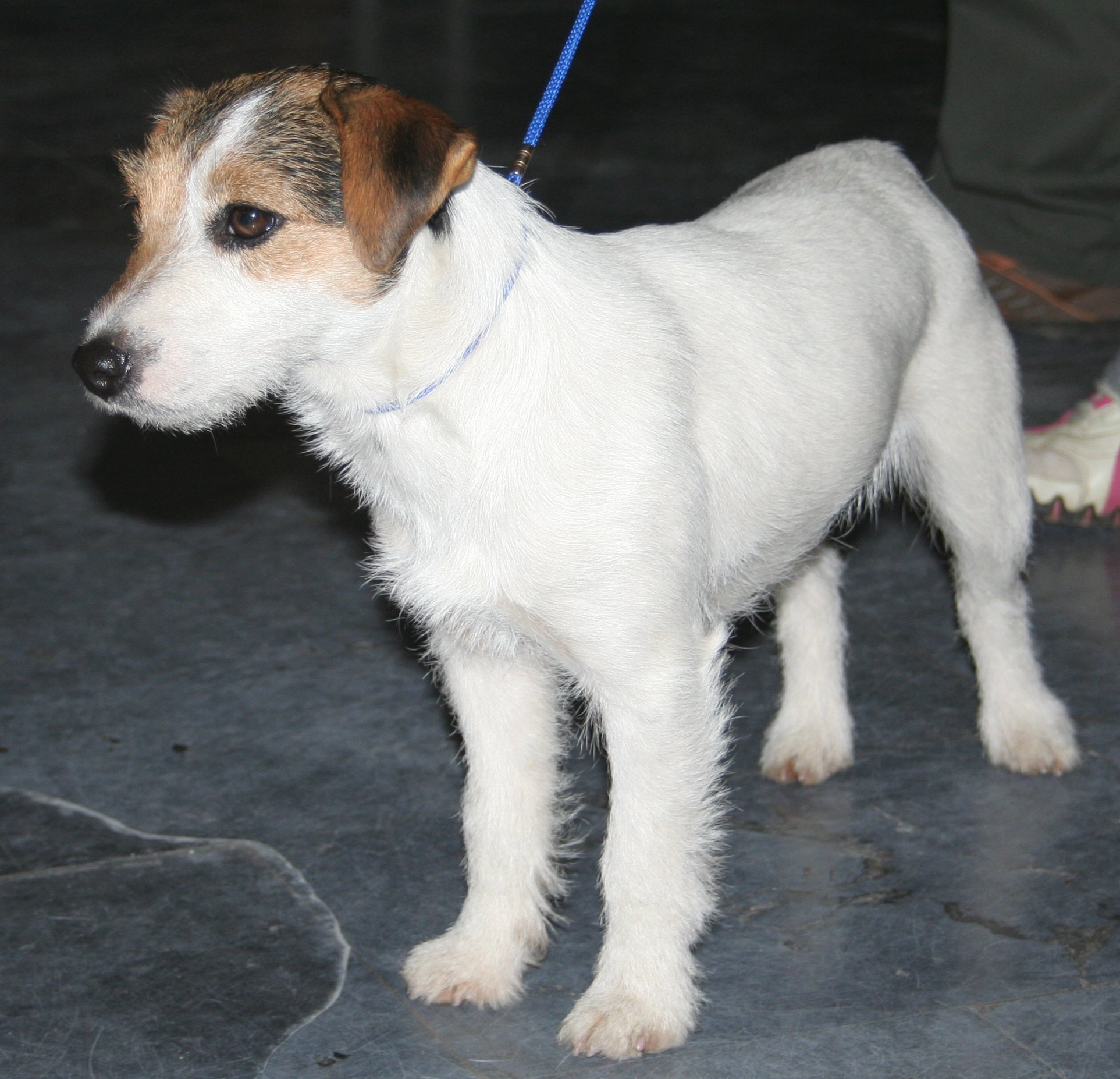
Jack russell terrier

Den officiella rasstandarden är baserad på den australiska standarden, som specificerar en lågställd terrier. 
Den ideala mankhöjden för jack russell terrier är 25–30 cm. Den skall vara minst 55 % vit. En teckning på kroppen är tillåten, i alla nyanser av brunt och/eller svart var som helst på kroppen. Varken grått eller brindle (tigrerad) är tillåtet. Pälsen kan vara allt ifrån slät till riktigt sträv men mellantinget är dock vanligast, så kallad "broken". Den ska vara orädd och självständig men även trevlig att ha att göra med.